# Michael Anthony (bokser)
Michael Parris, także Michael Anthony (ur. 4 października 1957 w Georgetown) – gujański bokser kategorii superkoguciej. W 1980 roku na letnich igrzyskach olimpijskich w Moskwie zdobył brązowy medal. Dotychczas jest to jedyny medal olimpijski reprezentacji Gujany w boksie.

## Kariera zawodowa
Dwa lata po zdobyciu brązowego medalu przeszedł na zawodowstwo. W 1982 roku zadebiutował w pojedynku z Reynoldem McBeanem, pokonując go dwukrotnie na punkty po 6 rundach. Pierwszy pojedynek przez nokaut wygrał 3 kwietnia 1983 roku. W 4 rundzie znokautował Oswalda Browna. Na przełomie 1983 i 1984 stoczył 2 walki z Anthonym Andrewsem. W walce rewanżowej doznał pierwszej w karierze porażki przez nokaut. W kolejnych walkach w latach 1985–1988 wygrał 9 kolejnych pojedynków. W 1988 roku stoczył 2 walki z Wayne’em Smithem. Walka rewanżowa zakończyła się remisem. Od tego czasu przegrywał większość toczonych przez siebie pojedynków. Ostatnią walkę w karierze stoczył 24 listopada 1995 roku, kiedy pokonał przez techniczny nokaut Paula Lloyda.